# Gustav Landauer
Gustav Landauer (ur. 7 kwietnia 1870 w Karlsruhe, zm. 2 maja 1919 w Monachium) – niemiecki tłumacz, teoretyk i działacz anarchizmu komunitariańskiego i mistycznego, a także pacyfista. Jego prawnukiem był amerykański reżyser i producent filmowy - Mike Nichols.
Współuczestniczył w tworzeniu Bawarskiej Republiki Rad. Zginął zamordowany przez żołnierzy Freikorpsów.

## Życiorys
Landauer po ukończeniu gimnazjum Bismarck-Gymnasium w Karlsruhe studiował germanistykę i filozofię w Heidelbergu (1888-1889), Berlinie (1889-1890 oraz 1891-1892) i Strasburgu (1890-1891). Decydujące dla jego rozwoju było wstąpienie w 1891 do berlińskiej organizacji kulturalno-politycznej Freie Volksbühne Berlin i kontakt z kręgiem poetyckim we Friedrichshagen am Müggelsee. W lutym 1892 został członkiem związku Verein Unabhängiger Sozialisten (niem. Związek Niezależnych Socjalistów), jak również kolegium redakcyjnego jego organu prasowego Der Sozialist. Organ der unabhängigen Sozialisten. W październiku tego samego roku razem z przyjaciółmi z grupy literackiej Jungen założył Neue Freie Volksbüh.
W 1892 wziął w Zurychu ślub z Margarethe Leuschner, z którą miał dwie córki. Małżeństwo rozwiodło się jednak w 1903. 
Na II Kongresie Międzynarodówki Socjalistycznej w Zurychu w sierpniu 1893 reprezentował berlińskich anarchistów, ale anarchiści stanowili tam mniejszość i zostali z kongresu wykluczeni. W październiku tegoż roku został pierwszy raz aresztowany i skazany na dwa miesiące więzienia "za wzywanie do nieposłuszeństwa wobec władzy państwowej", a w grudniu wyrok został zwiększony do 9 miesięcy. Karę odbywał w więzieniu w Sorau (obecnie Żary).
W marcu 1895 daremnie próbował kontynuować przerwane w 1892 studia. Jego prośba o zezwolenie na studia medyczne we Fryburgu Bryzgowijskim, po tym jak został wykluczony ze wszystkich pruskich uniwersytetów została odrzucona. Próba ułożenia sobie życia w Zurychu w 1895 również się nie powiodła i wrócił do Berlina, gdzie z powodów finansowych żył w bardzo skromnych warunkach. W latach 1895–1899 wydawał czasopismo Der Sozialist. Organ für Anarchismus-Sozialismus. Do 1908 intensywnie zajmował się literaturą i filozofią. Jego wycofanie się z aktywnej polityki przyczyniło się do wypracowania własnego teoretyczno-kulturalnego, krytyczno-językowego i filozoficzno-historycznego socjalizmu anarchistycznego. Obok wpływu Fryderyka Nietzschego, który widać już w powieści Der Todesprediger (1893) i noweli Arnold Himmelheber (1894) występuje u niego już podczas pobytu w więzieniu w Tegel (od sierpnia 1899 do lutego 1900) i w następnych latach coraz większe zainteresowanie średniowiecznym mistycyzmem oraz poezją i filozofią romantyzmu. W eseju Die Revolution (1907) łączy filozoficzno-życiową krytykę języka z elementami romantycznej filozofii państwa i historii w mistyczno-woluntarystyczną rewolucję. 
Powstałe we więzieniu w Tegel opowiadanie Lebendig tot wskazuje w elementach autobiograficznych na rozwijające się od lutego 1899 uczucie do poetki i tłumaczki Hedwig Lachmann, z którą wziął ślub w Berlinie w 1903. Para była razem aż do śmierci Hedwig Lachmann w 1918. Mieli dwie córki. 
Od wiosny 1908 wrócił do agitacji politycznej publikując artykuły i założył razem z Martinem Buberem i innymi Sozialistischer Bund. Powstałe w 1909 czasopismo Der Sozialist było organem prasowym organizacji i działało do marca 1915. W tym czasie opublikował na łamach czasopisma 115 artykułów o tematyce artystycznej, literackiej i filozoficznej, ale także poruszał kwestie polityczne. Ukazały się tutaj jego tłumaczenia tekstów francuskich filozofów oraz teoretyka i ojca anarchizmu Pierre'a-Josepha Proudhona. Po wybuchu I wojny światowej nie uległ powszechnemu zachwytowi wojną i krytykował jej sens z punktu widzenia anarchisty i pacyfisty. Przyjaźń z Martinem Buberem zaowocowała zadumą nad heretycko-mistyczną tradycją judaizmu.
Landauer zarabiał na utrzymanie rodziny jako księgarz, recenzent, krytyk teatralny i tłumacz. W lecie 1917 przeprowadził się z rodziną do Krumbach. Po śmierci żony otrzymał propozycję pracy jako dramaturg w Düsseldorfer Schauspielhaus, której jednak nie przyjął.

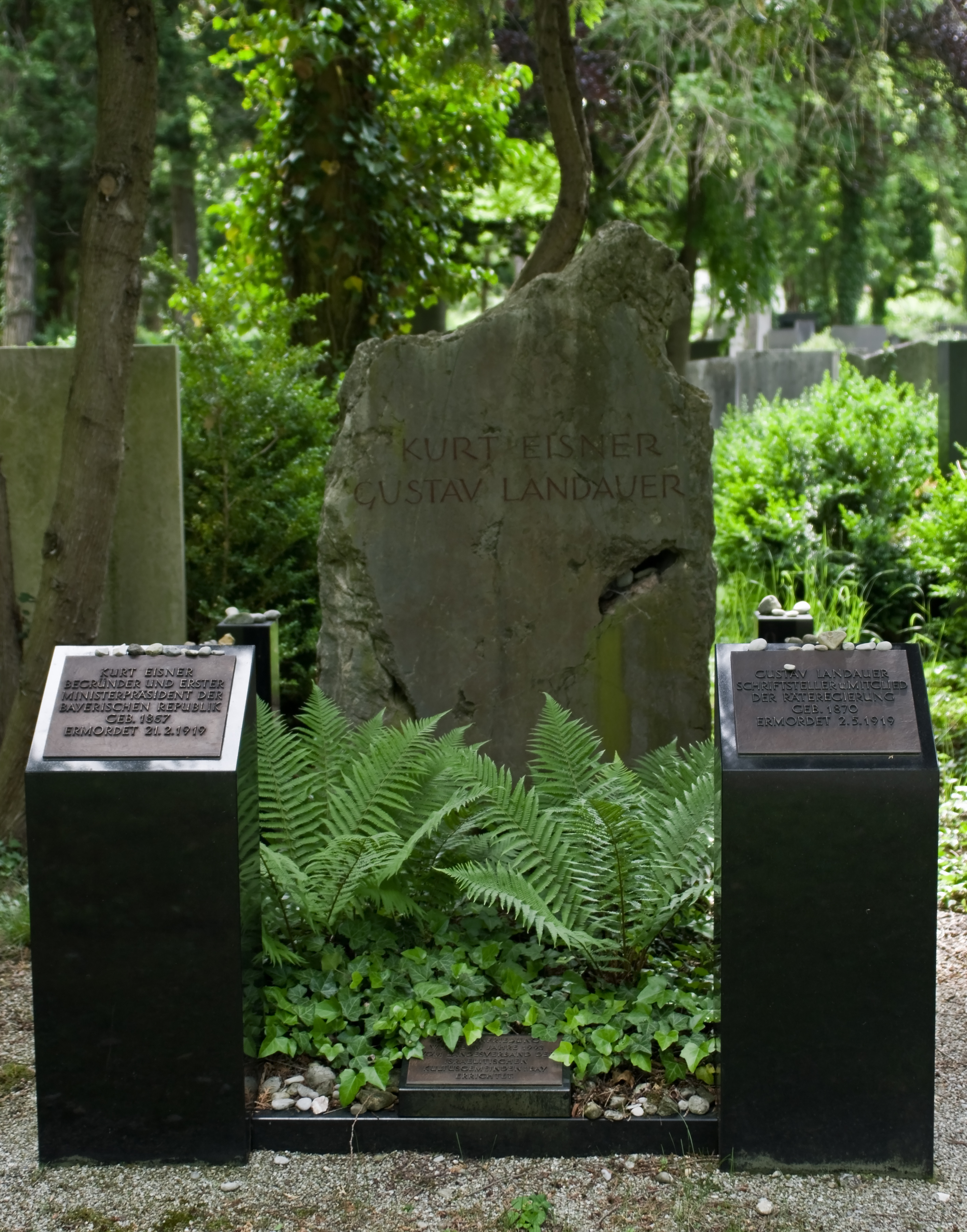
Grób Gustava Landauera na Nowym Cmentarzu Żydowskim w Monachium

### Bawarska Republika Rad
W listopadzie 1918 na zaproszenie Kurta Eisnera przyjechał do Monachium, aby wziąć udział w tamtejszej rewolucji. Po zamordowaniu Eisnera wygłosił mowę nad jego grobem i walczył w radach robotniczych, żołnierskich i chłopskich o idee autonomicznej Bawarskiej Republiki Rad jako części przyszłej federacji Zjednoczonych Republik Niemiec. Miał spore poparcie wśród robotników przewodząc 80-tysięcznej demonstracji na rzecz republiki rad robotniczych. Kiedy rady przejęły kontrolę nad Monachium Landauer stanął na czele informacji. Jednakże niedługo po powstaniu Republiki Robotniczej prawicowa ofensywa pozwoliła kontrrewolucjonistom przejąć kontrolę. Po wkroczeniu wojska kontrrewolucyjnego został 1 maja aresztowany i umieszczony 2 maja w więzieniu Monachium-Stadelheim. Według słów jego przyjaciela Enrsta Tollera, funkcjonariusze zaciągnęli go na podwórze więzienia i zaczęli bić wołając: „Brudny komuch! Wykończmy go!”. Został wówczas pobity na śmierć. Jego ostatnie słowa miały brzmieć: „Śmiało, zabijcie mnie, bądźcie mężczyznami!”. 
Jego zwłoki skremowano i pochowano na cmentarzu Münchener Waldfriedhof. Po przejęciu władzy przez nazistów jego grób został zniszczony, a urnę przeniesiono na cmentarz żydowski w Monachium i pochowano obok Kurta Eisnera.

## Wybrane dzieła
- Der Todesprediger (1893)
- Anarchistische Gedanken über Anarchismus (1901)
- Macht und Mächte. Novellen (1903)
- Skepsis und Mystik (1903)
- Die Revolution (1907)
- Die Abschaffung des Krieges durch die Selbstbestimmung des Volkes. Fragen an die deutschen Arbeiter (1911)
- Aufruf zum Sozialismus. Essay (1911)